# Mount Twiss (Antarktika)
Mount Twiss ist ein 2000 m hoher Berg am nördlichen Ende der Watlack Hills in der westantarktischen Heritage Range. Westlich liegt die Geländestufe White Escarpment und der Navigator Peak.
Mount Twiss wurde von United States Geological Survey im Rahmen der Erfassung des Ellsworthgebirges in den Jahren 1961–66 durch Vermessungen vor Ort und Luftaufnahmen der United States Navy kartografiert. Das Advisory Committee on Antarctic Names benannte den Berg nach John Russell Twiss Jr. (1938–2009). Twiss arbeitete als Vertreter des United States Antarctic Research Program 1961–63 auf der McMurdo-Station und 1968 auf dem Forschungsschiff USNS Eltanin. Später wurde er Executive Director der Marine Mammal Commission, einer US-Behörde.